# Юаньмоуский человек
Юаньмоуский человек (лат. Homo erectus yuanmouensis) — самая древняя находка Homo erectus на территории Китая (Юньнань). Возраст находки — не позднее 780 тыс. лет и не ранее 1,1 млн лет. Прежние оценки: 500—600 тыс. лет, эпоха Брюнес, 1,7 млн лет (палеомагнитный метод).

## История открытия
В 1965 году китайские археологи обнаружили два верхних резца синантропа. В 1973 году в районе первой находки были обнаружены каменные орудия, соотносимые с олдованом. Точную датировку останков было определить сложно, так как почвы в районе Юаньмоу не содержат достаточного количества изотопов для достоверного радиометрического анализа.

## Анатомия
Что касается зубов, то у человека юаньмоу сохранились только левый и правый первые резцы. Левый резец имеет ширину 11,4 мм (0,45 дюйма) и ширину 8,1 мм (0,32 дюйма), а правый резец — 11,5 мм (0,45 дюйма) и 8,6 мм (0,34 дюйма). Резцы в целом крепкие. Они заметно расширяются в ширину снизу вверх. Лабиальная (губная) сторона в основном плоская, за исключением некоторых впадин, а основание несколько выпуклое, как у пекинского человека. Язычная (языковая) сторона прогибается, как у пекинского человека, но имеет выраженный гребень, идущий посередине как у Homo ergaster. Поперечное сечение у шейки зуба (по линии десны) почти эллиптическое. Подобная анатомия также представлена в позднеплейстоценовых архаичных образцах человека из Сюйцзяо, Китай; и неандертальцев из Крапины, Хорватия.
Большеберцовая кость представляет собой фрагмент середины диафиза длиной 227 мм (8,9 дюйма).
Он изящный и латерально (по бокам) уплощенный. Передняя сторона круглая и тупая, имеет слабый S-образный изгиб. На задней стороне имеется гребень, идущий посередине, развитое прикрепление (где мышца раньше прикреплялась к кости) длинного сгибателя пальцев (сгибает пальцы ног) и чёткая подошвенная линия . Он чем-то похож на большеберцовую кость, приписываемую Homo habilis. Как и у других Homo erectus, большеберцовая кость довольно толстая, сужающаякостномозговая полость, в которой хранится костный мозг. В вероятной средней точке вала длина окружности составляет 78 мм (3,1 дюйма), ширина слева направо составляет 17 мм (0,67 дюйма), а спереди назад — 29 мм (1,1 дюйма). Рост человека мог составлять примерно 123,6–130,4 см (4 фута 1 дюйм - 4 фута 3 дюйма).